# Арваті
Арваті (мак. Арвати) — село в общині Ресен, у Північній Македонії. Село знаходиться в долині на західних схилах гірського масиву Пелістер, на висоті близько 1010 м над рівнем моря. Лежить у 3 км на схід від автодороги Ресен-Любойно та в 24,5 км на південний схід від центру общини Ресен. На заході межує з селом Крані. Через село тече річка Шара (або Кранська), на якій до 1960-х років розташовувалося 9 млинів.
До села належить площа 29 км², з яких більшість (1562,9 га) приходиться на ліси та пасовиська (1098,9 га), сільськогосподарських земель лише 215,2 га.
У селі є магазин та будинок культури. Школа відсутня, діти навчаються в сусідньому селі Крані. В Арваті знаходиться декілька православних церков, серед яких найважливіші церква Богородиці та середньовічна пам'ятка культури церква святого Архангела Михаїла. На межі з селом Крані знаходиться спільна для обох сіл мечеть.

## Населення та мови

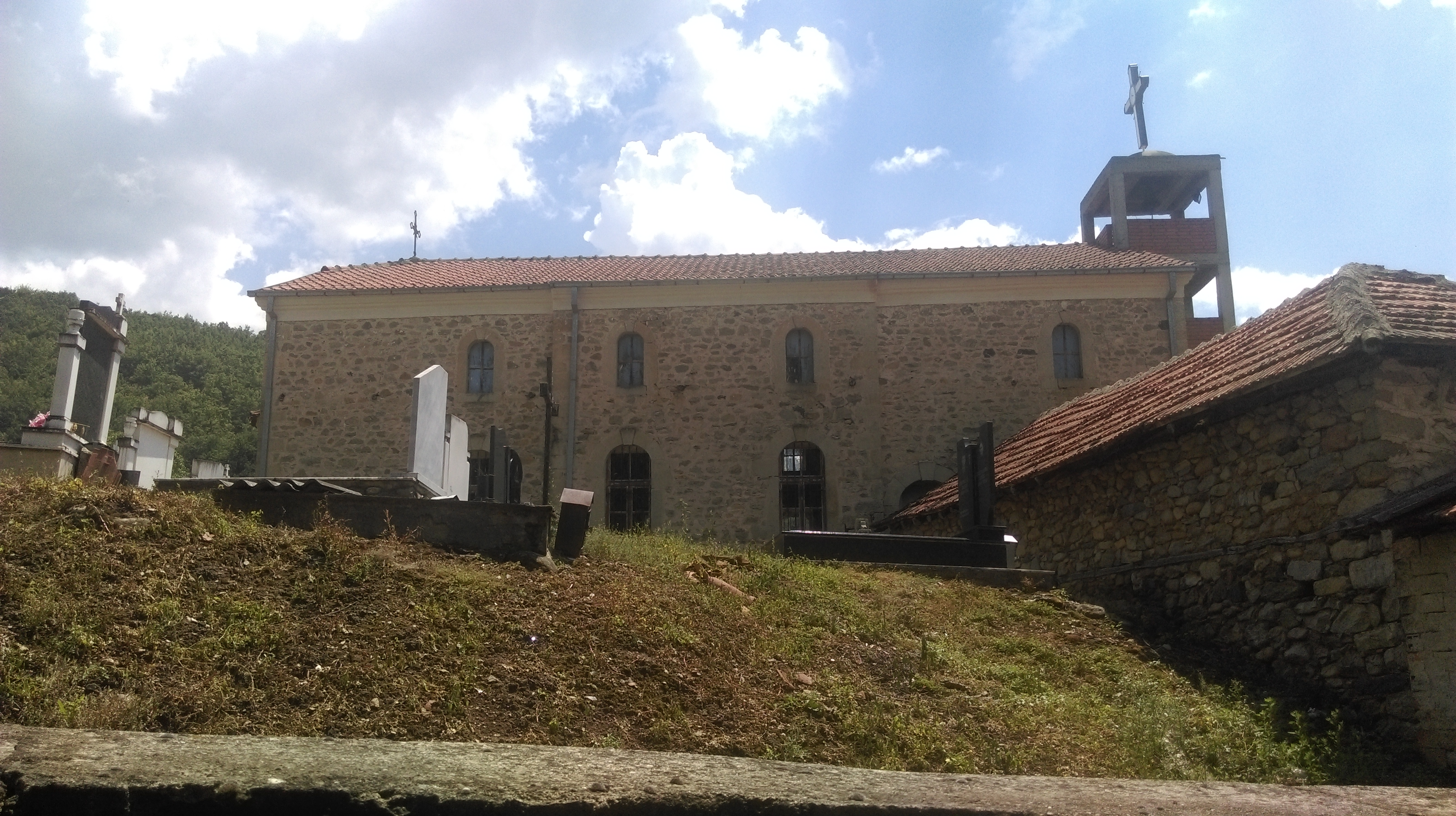
Церква Архангела Михаїла

Населення складається з македонців та албанців. Спілкуються македонською та албанською мовами. В Арваті спостерігається унікальна для Північної Македонії ситуація білінгвізму. Тоді як у інших місцевостях обома мовами володіють лише албанці, а македонці албанську не знають, у цьому селі двомовними є більшість чоловіків уродженців Арваті й Крані (жінки традиційно походять з інших навколишніх сіл, моноетнічно македонських). Македонська й албанська спільноти мешкають разом, без територіального відокремлення. Мова, якою розмовляють етнічні македонці, належить до горнопреспанського говору. Албанці зазвичай володіють місцевим албанським говором, македонським говором, літературною македонською мовою. Мовою повсякденного спілкування всіх чоловіків є албанська, македонська використовується в офіційному спілкуванні та всередині македонської православної спільноти.

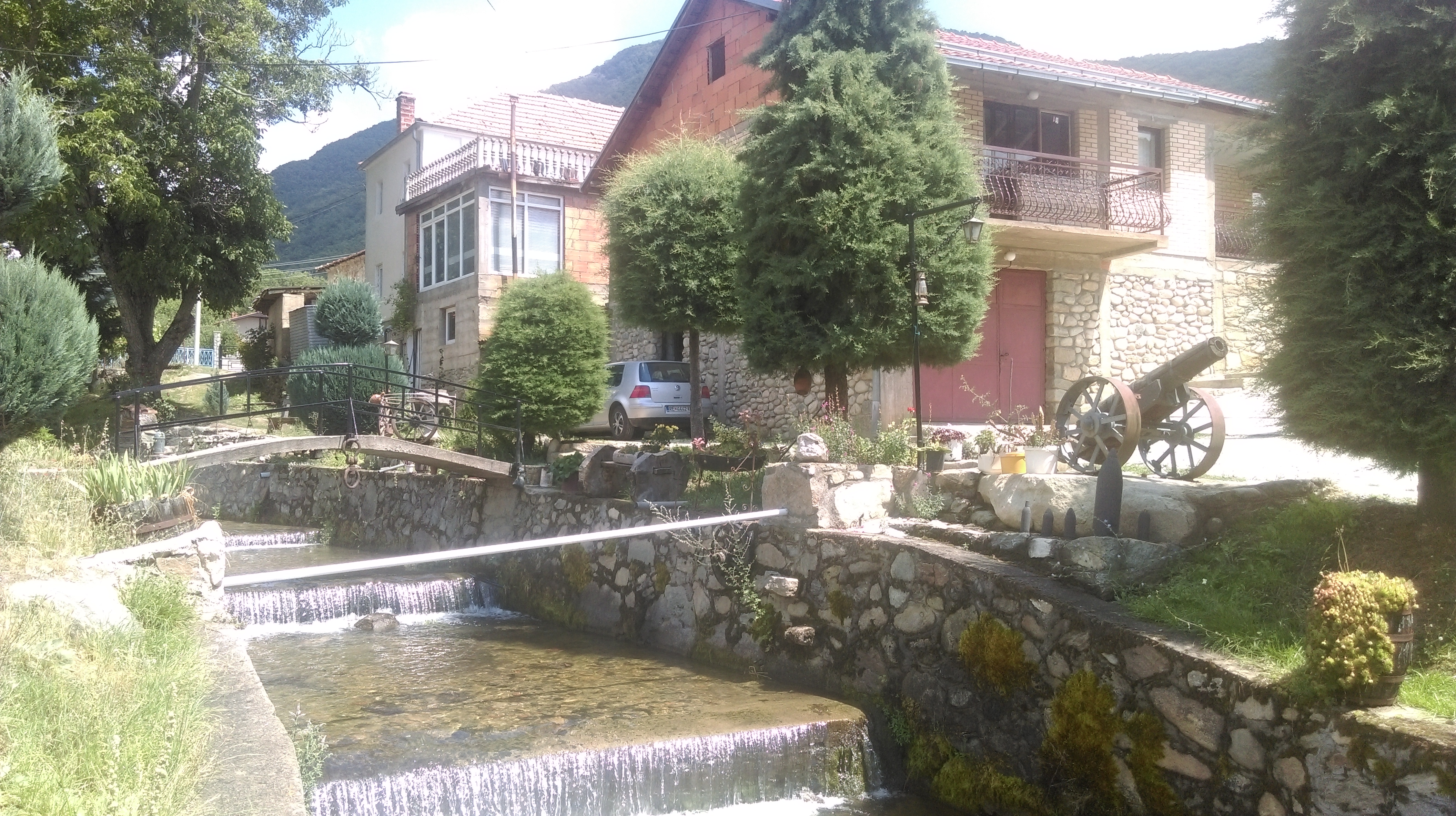
Центр села та річка Кранська (Шара)

За переписом 1961 року в селі мешкало 490 осіб, з яких 310 албанців та 179 македонців. У 1994 році в селі мешкало всього 183 особи, зокрема 129 албанців та 54 македонці. Станом на 2005 рік у селі жило 137 мешканців, зокрема 85 албанців і 51 македонець. Основне заняття населення — тваринництво.